# Чапле-Великі
Чапле-Великі (пол. Czaple Wielkie) — село в Польщі, у гміні Ґолча Меховського повіту Малопольського воєводства.
Населення — 487 осіб (2011).
У 1975-1998 роках село належало до Краківського воєводства.

## Демографія
Демографічна структура станом на 31 березня 2011 року:
|          | Загалом | Допрацездатний вік | Працездатний вік | Постпрацездатний вік |
| -------- | ------- | ------------------ | ---------------- | -------------------- |
| Чоловіки | 248     | 54                 | 165              | 29                   |
| Жінки    | 239     | 54                 | 133              | 52                   |
| Разом    | 487     | 108                | 298              | 81                   |